# مشهد ومدرسة السادات الثعالبة
ضريح ومدرسة السادات الثعالبة' ، هو أحد المساجد التي انشئت في عصر الدولة الايوبية في مصر  ،  تقع بشارع سيدى عقبة بالقرب من الإمام الشافعى.

## وصفه
يبلغ ارتفاع المدخل الرئيسى 4.17 متراً واتساعه 4.42 متراً وهو من الحجر. أما الباب فيبلغ ارتفاعه 2.23 واتساعه 1.28 متراً ويقع في حنية تدخل عن الواجهة بمقدار 16 سم واتساعها 2.26 مترا. ويعلوها عتب مكون من صنجات معشقة طولها 2.26 مترا وارتفاعها 65 سم، يحيط بها إطار غاية في الجمال. ويعلو الصنجات مربعات بارزة بها زخارف مختلفة هندسية ونباتية وكتابية بالخط الكوفي، ويبلغ طول ضلعها 11 سم.

## وصلات خارجية
- آثار القاهرة الإسلامية - ايوان الثعالبة